# 12895 Balbastre
12895 Balbastre eller 1998 QO99 är en asteroid i huvudbältet som upptäcktes den 26 augusti 1998 av den belgiske astronomen Eric W. Elst vid La Silla-observatoriet. Den är uppkallad efter Claude-Bénigme Balbastre.